# Kai Hai Islands
Die Kai Hai Islands (andere Schreibweise Kai-ai Islands oder Kajakat Island) sind eine Inselgruppe im Gambia-Fluss im westafrikanischen Staat Gambia.

## Geographie
Die Kai Hai Islands liegen ungefähr vierzehn Kilometer flussabwärts von Janjanbureh Island und fünfzehn Kilometer vor den Baboon Islands. Die größte, flache, aus Schwemmland bestehende Binneninsel ist sechs Kilometer lang und eineinhalb Kilometer breit. Die zweitgrößte Insel fügt sich im Profil der großen an, nur ein schmaler ca. fünfzehn Meter messender Kanal trennt die beiden. Sie ist 1800 Meter lang und 500 Meter breit. Eine dritte kleine weitere Insel ist 265 Meter lang und ungefähr 72 Meter breit und liegt knapp 26 Meter vor der großen Insel auf der nördlichen Seite.
An der linken Flussinsel liegt ein ungefähr 80 Meter breiter Kanal. Der Gambia fließt auf der rechten Seite, mit ungefähr 190 Meter Breite und drei bis fünf Metern Tiefe, an dieser Inselgruppe vorbei.
In der Nähe flussabwärts befindet sich mit 90 Meter Abstand die kleine Insel Miniang Island. 150 Meter weiter flussaufwärts, noch vor den Kai Hai Islands, liegt Sapu Island.
Die Inseln, in der Nähe des Ortes Brikama Ba gelegen, sind nicht bewohnt und werden zum geringen Teil für die Landwirtschaft genutzt, beispielsweise für den Reisanbau. Zahlreiche Vogelarten sind auf der Inselgruppe zu finden.